# Grad Dvor
Grad Dvor se nahaja v središču vasi Preddvor, v Občini Preddvor, v Sloveniji. Grad Dvor je poznan tudi pod imenom grad Preddvor.
Velja za enega najstarejših srednjeveških gradov v Sloveniji, ki pa se ni ohranil v celoti. Danes na njegovem mestu stoji veliko dvonadstropje poslopje. Vhod v grad krasi renesančni portal.
Valvasor je grad upodobil kot dvotraktno dvononadstropno poslopje z rustičnimi vogali, kamnitim portalom, na nizko obzidje prislojeno kapelo s čebulasto streho, nizkim obzidjem z vhodnim portalom in mansardnimi okni na strehi. Današnja podoba gradu je rezultat prezidav v 18. in 19. stoletju, vendar so še razvidni nekateri arhitekturni elementi, kot jihje upodobil Valvazor. med turškimi vpadi so grad in bližnjo cerkev sv. Petra dodatno utrdili v protiturški tabor.

## Zgodovina
Stoji sredi vasi ob cerkvi in se omenja že leta 1147 in 1156. Tega leta so grofje Andeški prepustili dvorec s pristavo veterinjskemu samostanu. Vetrinjski dvor so upravljali njihovi ministeriali vitezi iz Novega dvora. Kot beremo v knjigi ddr. Mire Delavec Touhami V ogledalu grajske zgodovine. Preddvor in rodbina Wurzbach (izdalo jo je Kulturno društvo Josipine Turnograjske iz Mač pri Preddvoru), je ohranjeni dokument, ki grad prvič omenja, iz leta 1156, in sicer naj bi grof Bernard Spanheim leta 1147 pred odhodom na križarsko vojno grad Dvor v Preddvoru poklonil v upravo vetrinjskim menihom. Vetrinjski menih Engelbert je na pobudo opata Eberharda izročil samostanu posest pri Preddvoru. Tako je bil položen temelj tudi bodočemu gradu. 
Sredi 12. stoletja sta bila tako cerkev, ki je bila takrat posvečena sv. Katarini, kakor grad v lasti vetrinjskega samostana iz Celovca. Grad je bil vse do sredine 15. stoletja v lasti vetrinjske opatije. Potem se je zaradi vpadov turške vojske znašel v gospodarski krizi, zato so ga dali v upravljanje različnim družinam: Spiess, Egkh, Neff in Montagnana. Grad je bil 1. oktobra 1608 prodan Feliciti Harrer, ki ga je prodala samostanu Stična
Ti so ga obnovili in preuredili v samostan za bolne in ostarele menihe, kamor so jih pošiljali na okrevanje. Takrat so imeli menihi prvo neobvezno osnovno šolo v tem kraju. A tudi stiški menihi niso bili dolgo lastniki.

### Valvasor
Valvazor je grad upodobil kot dvotraktno dvononadstropno poslopje z rustičnimi vogali, kamnitim portalom, na nizko obzidje prislojeno kapelo s čebulasto streho, nizkim obzidjem z vhodnim portalom in mansardnimi okni na strehi. Današnja podoba gradu je rezultat prezidav v 18. in 19. stoletju, vendar so še razvidni nekateri arhitekturni elementi, kot jih je upodobil Valvasor. Med turškimi vpadi so grad in bližnjo cerkev sv. Petra dodatno utrdili v protiturški tabor.

### V lasti rodbine Urbančič
Kasneje so se lastniki gradu hitro menjavali. Ko ga je v 18. stoletju prevzela družina Brunich, se je s tem začelo za grad Dvor novo obdobje. Po smrti Luke Brunicha leta 1805 je grad s celotno pripadajočo zemljo dedovala njegova hči Marija Brunich. Poročila se je z Alojzom Urbančičem, sinom Martina Urbančiča in stricem Josipine Urbančič Turnograjske, prve slovenske pesnice, pisateljice, skladateljice in pravljičarke. Tu se začne obdobje, ko je rodbina Urbančič upravljala tako gospostvo Turn, kot gospostvi tudi Preddvor in Strmol.
Po smrti Alojza Urbančiča je grad dedoval njegov najstarejši sin Edvard Urbančič. Po njegovi smrti 18. avgusta 1890 sta si obe posestvi razdelila njegova sinova, in sicer Viktor in Edvard Urbančič. Grad Strmol je leta 1936 kupil s pripadajočim posestvom Rado Hribar, kamor se je preselil s svojo ženo Ksenijo Hribar.
Viktor Urbančič je 30. marca 1897 grad Dvor prodal dr. Maximilianu III. von Wurzbachu pl. Tannenbergu (1844–1920). Tako je dvorec prešel v roke rodbine Wurzbach. Ded Maximiliana III. je bil Maximilian I., ki je bil doktor prava. Tako so bili tudi vsi njegovi sinovi visoko izobraženi. Od desetih jih je bilo kar sedem doktorjev prava. Vsi so študirali na Dunaju in zasedali visoke položaje v politiki.
Najbolj pomemben izmed sinov Maximilana I. je bil zagotovo Eduard Constantin, ki je v avstrijskem leksikonu označen kot dr. Constantin von Wurzbach Tannenberg, avstrijski knjižničar, leksikograf in pisatelj. Rodil naj bi se leta 1818 v Ljubljani, pokopan pa je bil leta 1893 v Berchtesgadnu na Bavarskem. Njegovo največje delo je Biographisches Lexikon des Kaiserthums Österreich, enthaltend die Lebensskizzen der denkwürdigen Personen, welche 1750 bis 1850 in Kaisersaate und in seinen Kronländern gelebt haben. Leksikon vsebuje več kot 24.000 biografij pomembnih oseb z območja habsburške monarhije.

### Preddvorski Wurzbachi
Kot je ugotovila in v knjigi prikazala avtorica, je rodbina Wurzbach zelo zanimiva in pomembna družina, ki je močno zaznamovala ne samo slovenski, ampak tudi širši evropski prostor. Današnji potomci te velike rodbine živijo v Sloveniji, Avstriji, Nemčiji, Angliji, Švici, ZDA in v Čilu. V Sloveniji živi še nekaj daljnih potomcev Maximilana I. von Wurzbacha pl. Tannenberga, medtem ko se je večina v letih 1939 in 1940 odselila v Nemčijo in Avstrijo.
Če je imel Maximilian I. enajst otrok, je imel Maximilian II., samo enega sina: Maximiliana III. Ta pa je imel dva otroka: sina Arturja in hčerko Celestino. Maximilian III. velja za ustanovitelja preddvorske linije rodbine Wurzbach, saj je leta 1897 kupil grad Dvor v Preddvoru. Njegov sin Artur ga je prevzel po smrti svojega očeta leta 1920 in ga preuredil v gostišče ter manjši hotel Grintovec. Leta 1936 je grad kupil doktor Majerič iz Ormoža in ga preuredil v sanatorij – letovišče in sanatorij za plučne bolnike. Grad so obiskovale bogate družine z območja nekdanje Jugoslavije, pa tudi iz današnje Avstrije in Nemčije. Pri zdravljenju sta jim pomagala svež gorski zrak in mir.
Artur je imel štiri sinove: Norberta, Haralda, Maximiliana IV. in Jussija. Harald je v letih 1920 do 1927 pisal dnevnik. Iz njega izvemo veliko zanimivega o življenja na gradu Dvor v Preddvoru. Dnevnik hrani njegov nečak Attila von Wurzbach, ki živi v Düsseldorfu. Del tega dnevnika je transkribiral Bolko von Wurzbach, v slovenščino pa ga je prevedel Štefan Šipič - Cef.
Maximilian IV. je imel dva otroka: Miroslava Ranta Wurzbacha in Marjeto Kampuš Ciglenečki. Kot edina potomca preddvorske linije rodbine Wurzbach še zdaj živita v Sloveniji. Njunega očeta, Maximilian IV., so takoj po vojni umorili komunisti, za kraj smrti pa se ne ve.
Kot je zapisala Mira Delavec Touhami v knjigi je Miroslav Rant Wurzbach zelo srčen človek, ki je svoje življenje posvetil športu. Prejel je številne medalje, pokale in plakete. Državnih in mednarodnih tekmovanj se udeležuje tudi v visoki starosti. Že več kot 35 let lepo skrbi za grobnico družine Wurzbach v Preddvoru. Grobnica stoji poleg dvorca Dvor in župnijske cerkve sv. Petra

### Dr. Majerič
Leta 1936 je grad kupil dr. Majerič. Preuredil ga je v klimatsko zdravilišče, kamor je pošiljal na okrevanje svoje paciente iz Sanatoriuma v Ormožu. Počitniški del gradu se je imenoval penzion Grintovec oziroma "Penzion dr. Majerič." 
Ta sanatorij oziroma okrevališče je dr. Majerič uredil za težje bolnike, katerim klima v Ormožu ni ustrezala oziroma so rabili več časa za okrevanje. Med drugo svetovno vojno je grad zasedel okupator in tu uredil delovno taborišče za ženske.
Po letu 1945 je bil dvorec Dvor preurejen v zavod za otroke sirote z območja nekdanje Jugoslavije. Od leta 1974 do leta 1996 je bil Vzgojni zavod za osnovnošolsko mladino. Od leta 1996 naprej je grad zaradi slabega stanja zaprt. Dvorec Dvor je bil do leta 2014 v rokah Ministrstva za šolstvo in je nato prešel v roke Občine Preddvor.
Med nemško okupacijo so grad zavzeli nemški vojaki in žandarmerija.  Kasneje so v gradu živela nemška dekleta, ki so pomagala pri družinah in kmetih v Preddvoru, njihova prva naloga pa je bila učiti otroke in odrasle nemščine. Leta 1945 so v grad prišli bosanski otroci. Leta 1947 je grad postal Vzgojni zavod za mladino. Leta 2021 je Občina Preddvor oddala grad Cvetu Sušniku in Tanja Šubelj, ki bosta grad renovirala.

### Lastniki gradu Dvor
- 1147-1156 Bertold Andechs - Menarski
- Cisterjanski samostan v Vetrinju
- 1238 Reinhardus de Neuhouen
- Vindus iz Vurberka
- 1262 Lazarus de Predwor
- 1541 opat Bernard
- 1549 -baron Janez Jožef Egkh
- 1571 Janez pl. Khiessl
- Rodbina Harrer
- Opat Matija iz Reuna
- 1608 stiški samostan (cistercijani)
- 1608-1647 baron Konrad Ruess
- 1647 baron Jurij Jankovič
- 1650 Portner pl. Hofflein
- 1652 grofica Barbara Kacijanar
- 1670 grof jurij Sigismound Gallenberg
- 1680 Janez Krsnik Benaglia pl. Rosenbach
- 1713 Frančiška Benaglija (roj. Barbo)
- 1726 Jožen Anton Schiffrer pl. Schifferstein (ljubljanski kanonik in dvorni kaplan cesarice Eleonore)
- 1796 Luka Brunich
- 1828 Marija Urbančič (roj. Brunich)
- 1897 dr. Maksimilijan Wurzbach pl. Tannenberg
- 1927 dr. Arthur Wurzbach
- 1936 Dr. Majerič (ustanovi penzion Grintovec)
- 1941-1945 (nemška vojska)
- 1945-1949 (vojne sirote iz Bih)
- 1939 -2001 (Vzgojni zavod za mladino, Ministrstvo za šolstvo)
- 2014-2021 Občina Preddvor
- 2021 Cveto Sušnik in Tanja Šubelj (v najemu)

## Obnova
Najemnika gradu Dvor sta leta 2021 postala Cveto Sušnik in Tanja Šubelj, ki bosta grad postopoma obnovila in preuredila v muzej. Spodnji prostori pa bodo namenjeni trgovini, stari lekarni in drugimi dejavnostmi.